# 罗伯特·贝拉
罗伯特·尼利·贝拉（Robert Neely Bellah，1927年2月23日—2013年7月30日）是一名美国社会学家，曾为伯克利加州大学埃利奥特社会学荣休教授，以有关宗教社会学的研究工作闻名国际。

## 教育背景
罗伯特·贝拉于1950年以最优等荣誉毕业于哈佛学院，主攻社会人类学，凭对社会关系的研究获得文学士学位。其本科荣誉论文荣获奖，在1952年以《阿帕契人的亲属系统》（Apache Kinship System）为名出版。
贝拉的研究生阶段在哈佛大学，攻读社会学与远东语言的联合培养计划。在本科时，贝拉第一次接触到塔尔科特·帕森斯的研究工作，当时其高等荣誉论文的导师是大卫·阿贝尔（David Aberle），此人曾在帕森斯门下受业。帕森斯对贝拉之宗教进化和「公民宗教」种种概念特富兴趣。1955年，贝拉获得哲学博士学位，博士论文题为《德川日本的宗教与社会》（Religion and Society in Tokugawa Japan），将马克斯·韦伯之新教伦理文章扩展到日本。论文后来在1957年以《德川宗教》（Tokugawa Religion）之名出版。
在哈佛大学就读本科期间，贝拉于1947年至1949年曾为美国共产党党员，并任约翰·里德俱乐部主席，这一组织是「一个有名的学生组织，和马克思主义研究有关系」。1954年夏，哈佛大学文理学院院长、后来任约翰·肯尼迪和林登·约翰逊两任总统国家安全顾问的麦克乔治·本迪（MacGeorge Bundy）威胁贝拉供出之前俱乐部同仁的名录，否则取消研究生学位资格；出于同样理由，贝拉还遭到联邦调查局波士顿分局讯问。结果贝拉和家人在加拿大度过两年，在其国蒙特利尔麦吉尔大学的伊斯兰研究所取得博士后研究资格。参议员约瑟夫·麦卡锡死后，主要由他挑起的麦卡锡主义风潮渐渐平息，此后贝拉回到哈佛。日后贝拉写道：
……从我个人的经历来看，我知道哈佛在麦卡锡时代做了一些错得不行的事，那些事学校从来没有公开承认过。最恶劣的时候差不多就是精神上的恐怖行动，针对几乎不能自保的个人……大学和秘密警察勾结起来镇压政治上的异见，甚至对已经改变想法的异见人士，如果不愿意加入成为迫害的一分子，也要迫害。

## 学术生涯
贝拉的巨著《人类进化中的宗教》（Religion in Human Evolution，2011年）追溯宗教在生物和文化上的起源及二者之间的相互影响。德国社会学家、哲学家尤尔根·哈贝马斯对这部作品评论道「这本大作是一位顶尖的社会理论家耕耘丰饶的学术生涯，在智识上的丰收；他在这摄人心魄的课题中广纳生物学、人类学和历史学多方的文献。在这片领域，我不知还有哪项研究是如此富有雄心、无所不包」。此书获得美国社会学会宗教社会学分会的杰出书籍奖。
贝拉最著名的作品当属1985年出版的《心灵的习性》（Habits of the Heart），探索美国社会中宗教扮演的角色，讨论宗教如何对美国的公共利益作出贡献、制造损害。他认为美国人在个人主义和对共同体的渴求中撕裂，这种张力随之反映在美国人的宗教信仰之中。贝拉对宗教和道德问题及它们之与社会的联系所作的研究也极著名；还有同美国公民宗教有关的研究，这一术语由贝拉造就于1967年一篇文章中，发表后在学界引起了广泛关注。
罗伯特·贝拉在哈佛曾任多个职位，自1955年开始，至1967年得到伯克利加州大学福特社会学教授的职位为止。他的观点常被归为社群主义一类。贝拉有全传名为《欢乐的严肃之人：罗伯特·贝拉的一生》（A Joyfully Serious Man. The Life of Robert Bellah），作者社会学家马泰奥·博尔托利尼（Matteo Bortolini），已由普林斯顿大学出版社于2021年秋出版。

## 普林斯顿提名风波
1972年卡尔·凯森和克利福德·格尔茨提名贝拉候选普林斯顿高等研究院的终身院士席位（贝拉在1972－1973学年为高研院临时成员）。1973年1月15日，在高研院院会上，全院投票结果否决贝拉的席位，其中十三票反对、八票赞成、三票弃权。院内所有数学家和半数历史学家都反对提名，所有物理学家则都赞成。投票过后，凯森表示有意无视投票结果，向高研院的受托人推荐提名贝拉，院内投下反对票的成员出离愤怒，争论从而极其尖锐。然而当年4月贝拉的长女去世，贝拉深为悲痛，不再考虑此事。

## 个人生活
贝拉生于1927年2月23日，地点俄克拉荷马州奥尔图斯。其父为新闻编辑和出版人，在贝拉三岁时自杀。其母莉莉安携全家迁到洛杉矶。贝拉在洛杉矶成长，于洛杉矶高中就读，在中学和梅拉妮·海曼（Melanie Hyman）同任学生报纸的编辑。梅拉妮自斯坦福大学毕业，贝拉从美军复员、开始在哈佛求学之后，二人于1948年成婚。梅拉妮卒于2010年。
在哈佛大学求学期间，贝拉曾短期信奉共产主义，他在1977年向《纽约书评》致信回忆大学中麦卡锡主义的种种道：
哈佛对麦卡锡主义的屈服，仍有人将它辩护成是对麦卡锡主义某种形式的反抗。我的经历所记录下来的事，我想，将支撑（齐格蒙德）戴厄蒙德而不是（麦克乔治）本迪对那些年的说法。
我在哈佛读本科时，从1947年到1949年是共产党的党员。那段日子我主要参与约翰·里德俱乐部的活动，那是一个有名的学生组织，和马克思主义研究有关系。出于这层联系，我或者能讲一讲一件事，这件事暗示着哈佛像戴厄蒙德表示的那种公开和内部政策的差异，在1949年可能就已经开始了。按（西摩·马丁）利普塞特的说法：

1949年，约翰·里德俱乐部赞助了一场讲话，主讲是有名的共产主义者格哈德·埃斯勒，这人当时刚被判了藐视国会，正要去东德谋事。大学正因为允许学生们被腐蚀而受人攻击，这时威尔伯·本德尔，当时哈佛学院的院长，他为学生们听讲的权利辩护说：「哈佛学生要能被一个埃斯勒给腐蚀了，哈佛学院还是关掉，不要做什么教育机构了……（第182页）」

我以为，我那时是约翰·里德俱乐部的主席，我们才宣布埃斯勒将要讲话，我就被通知说大学在考虑禁掉会面、俱乐部的主席和执行委员要去和行政官员面谈。行政用最重的措辞和我们说这个邀请对哈佛尴尬极了，为了学校利益考虑他要求我们收回邀请。我们硬扛，他就告诉说如果坚持做这么一些事，我们很有可能没人找得到工作。哈佛行政试图私下里绕弯子把这种它不会厚着脸皮公开做的事情办了，挑明说这就是压制言论自由，也正是（约瑟夫）麦卡锡的目的。

贝拉能流利使用日语，能识中文、法文、德文，其后又在蒙特利尔的麦吉尔大学学习阿拉伯语。
罗伯特·贝拉于2013年7月30日在加利福尼亚州奥克兰一家医院去世，死因是心脏手术的并发症，享年八十六岁，身后留下两名女儿、一名姐妹和五名孙辈。罗伯特与梅拉妮·贝拉伉俪的长女在1973年自杀，三女在1976年遭车祸遇难，年十七岁。贝拉少时按长老宗信徒接受抚育，日后却改宗盎格鲁大公主义传统的圣公宗教会。

## 作品
罗伯特·贝拉是如下书籍的（共同）作者或（共同）编者：
- （1957年）
  - 中译本《德川宗教：现代日本的文化渊源》[37]
- （1965年）
- （1970年）
- （1973年）
- （1975年）
  - 中译本《背弃圣约：处于考验中的美国公民宗教》[38]
- （1976年）
- （1980年）
- （1985年）
  - 中译本《心灵的习性：美国人生活中的个人主义和公共责任》[39]
  - 又中译本《失序的心靈：美國個人主義傳統的困境》[40]
- （1987年）
- （1991年）[41]
- （2003年）
- （2006年）
- （2011年）
- （2012年）

## 奖项与荣誉
罗伯特·贝拉于1967年获选美国文理科学院院士；1996年，选为美国哲学会会士。2000年，贝拉从时任总统克林顿手中获得美国国家人文奖章，以表彰「他为照亮美国社会中共同体之重要性所作出的努力」；2007年，又获得美国宗教学会促进公众宗教理解的马丁·E·马蒂奖；2008年，又获得埃尔福特大学马克斯·韦伯中心的荣誉博士学位。

## 参看
- 美国例外主义[註 1]
- 生活方式圈子（Lifestyle enclave）[註 2]
- 政治性宗教
- 希拉主义（Sheilaism）[註 3]